# Monastero di Khatravank
Il monastero di Khatravank è un monastero armeno situato in Azerbaigian e, prima della seconda guerra del Nagorno Karabakh, nella regione di Martakert nella repubblica di Artsakh (già denominata repubblica del Nagorno Karabakh). Si ritiene che la sua costruzione abbia avuto inizio nel XIII secolo.

## Ubicazione
Il complesso sorge a circa 1.200 metri di altitudine sulle pendici che cingono la sponda destra del fiume Tartar nella cui valle si snoda tortuosa la strada che dal capoluogo regionale conduce verso la regione di Shahumian. Si trova in linea d'aria a non molta distanza da altri monasteri. Seguendo infatti la cartografia ufficiale del territorio troviamo lungo un'unica direttrice (da ovest verso est e da nord verso sud), a pochi chilometri di distanza fra loro, i monasteri di Dadivank, di Mesropavank, di Gandzasar e di Koshik Anapat.
Il monastero di Khatravank è completamente immerso in una foresta, in parziale stato di rovina e difficilmente raggiungibile se non attraverso sentieri escursionistici. È toccato dal Janapar.

## Storia e descrizione
I resti della struttura testimoniano che si trattava di un importante complesso con tre chiese, edifici di servizio e abitazioni. Decine di antichi khachkar sono addossati alle pareti o nelle immediate vicinanze del complesso. Secondo le iscrizioni presenti Khatravank fu costruito a partire dal 1204.
La struttura ancora esistente è completamente immersa nella foresta e, in attesa di opere di restauro e bonifica, non è agevole delinearne i contenuti architettonici.